# Богаури
Богаури (груз. ბოღაური) — село в Грузии, на территории Хулойского муниципалитета автономной республики Аджария.

## География
Село находится в юго-западной части Грузии, на правом берегу реки Наплатисцкали (правый приток Аджарисцкали), на расстоянии 6 километров (по прямой) к северо-востоку от посёлка городского типа Хуло, административного центра муниципалитета. Абсолютная высота — 984 метра над уровнем моря.

## Население
По результатам официальной переписи населения 2014 года, в Богаури проживало 158 человек (83 мужчины и 75 женщин). В национальной структуре населения грузины составляли 100 %.
| Год  | Население, человек |
| ---- | ------------------ |
| 2002 | 176                |
| 2014 | ↘ 158              |